# Ешлі Вествуд
Ешлі Вествуд (англ. Ashley Westwood, нар. 1 квітня 1990, Нантвіч) — англійський футболіст, півзахисник клубу МЛС «Шарлотт».

## Ігрова кар'єра
Народився 1 квітня 1990 року в місті Нантвіч, Чешир. Вихованець футбольної школи клубу «Кру Александра», з яким у квітні 2008 року підписав свій перший контракт, після чого для отримання ігрової практики був відданий в оренду в аматорський «Нантвіч Таун» з рідного міста.
Повернувшись з оренди, протягом 2008—2012 років захищав кольори клубу «Кру Александра» і влітку 2012 року став новим капітаном команди, але зіграв у цьому статусі лише три гри у чемпіонаті.
31 серпня 2012 року, в останній день літнього трансферного вікна, Вествуд за 2 млн фунтів перейшов в клуб Прем'єр-ліги «Астон Вілла», підписавши з «вілланами» контракт терміном на 4 роки. За свій новий клуб Ешлі дебютував 15 вересня 2012 року, вийшовши на заміну замість Стівена Айрленда в матчі проти «Свонсі Сіті» (2:0). Всього відіграв за команду з Бірмінгема наступні п'ять сезонів своєї ігрової кар'єри. Більшість часу, проведеного у складі «Астон Вілли», був основним гравцем команди і провів за клуб понад сто ігор у Прем'єр-лізі, але 2016 року команді вилетіла до Чемпіоншипа.
31 січня 2017 року Вествуд повернувся до Прем'єр-ліги, підписавши контракт на три з половиною роки з «Бернлі».. За підсумками сезону 2018/19 Вествуд був визнаний найкращим гравцем клубу як за версією вболівальників, так і гравців. 3 жовтня 2020 року Вествуд провів свій 100-й матч у Прем'єр-лізі за «Бернлі» в грі проти «Ньюкасл Юнайтед» (1:3).
7 січня 2023 року перейшов до американського клубу «Шарлотт», підписавши контракт до кінця 2024 року.

## Статистика виступів

### Статистика клубних виступів
| Сезон                      | Команда                    | Чемпіонат                  | Чемпіонат | Чемпіонат | Національний кубок | Національний кубок | Національний кубок | Континентальні кубки | Континентальні кубки | Континентальні кубки | Інші змагання | Інші змагання | Інші змагання | Усього | Усього |
| Сезон                      | Команда                    | Ліга                       | Ігор      | Голів     | Ліга               | Ігор               | Голів              | Ліга                 | Ігор                 | Голів                | Ліга          | Ігор          | Голів         | Ігор   | Голів  |
| -------------------------- | -------------------------- | -------------------------- | --------- | --------- | ------------------ | ------------------ | ------------------ | -------------------- | -------------------- | -------------------- | ------------- | ------------- | ------------- | ------ | ------ |
| 2008–09                    | «Кру Александра»           | 1Л (ІІІ)                   | 2         | 0         | КА+КЛ              | 0+0                | 0                  | -                    | -                    | -                    | ТФЛ           | 0             | 0             | 2      | 0      |
| 2009–10                    | «Кру Александра»           | 2Л (IV)                    | 36        | 6         | КА+КЛ              | 1+1                | 0                  | -                    | -                    | -                    | ТФЛ           | 0             | 0             | 38     | 6      |
| 2010–11                    | «Кру Александра»           | 2Л (IV)                    | 46        | 5         | КА+КЛ              | 1+2                | 1+0                | -                    | -                    | -                    | ТФЛ           | 2             | 0             | 51     | 6      |
| 2011–12                    | «Кру Александра»           | 2Л (IV)                    | 41        | 3         | КА+КЛ              | 1+0                | 0                  | -                    | -                    | -                    | ТФЛ           | 5             | 0             | 47     | 3      |
| серп. 2012                 | «Кру Александра»           | 1Л (ІІІ)                   | 3         | 0         | КА+КЛ              | 0+2                | 0                  | -                    | -                    | -                    | ТФЛ           | -             | -             | 5      | 0      |
| Усього за «Кру Александра» | Усього за «Кру Александра» | Усього за «Кру Александра» | 128       | 14        |                    | 8                  | 1                  |                      | -                    | -                    |               | 7             | 0             | 143    | 15     |
| 2012–13                    | «Астон Вілла»              | ПЛ                         | 30        | 0         | КА+КЛ              | 1+0                | 0                  | -                    | -                    | -                    | -             | -             | -             | 31     | 0      |
| 2013–14                    | «Астон Вілла»              | ПЛ                         | 35        | 3         | КА+КЛ              | 1+1                | 0                  | -                    | -                    | -                    | -             | -             | -             | 37     | 3      |
| 2014–15                    | «Астон Вілла»              | ПЛ                         | 27        | 0         | КА+КЛ              | 6+1                | 0                  | -                    | -                    | -                    | -             | -             | -             | 34     | 0      |
| 2015–16                    | «Астон Вілла»              | ПЛ                         | 32        | 2         | КА+КЛ              | 3+2                | 0                  | -                    | -                    | -                    | -             | -             | -             | 37     | 2      |
| 2016-січ. 2017             | «Астон Вілла»              | ЧФЛ (ІІ)                   | 23        | 0         | КА+КЛ              | 0+0                | 0                  | -                    | -                    | -                    | -             | -             | -             | 23     | 0      |
| Усього за «Астон Вілла»    | Усього за «Астон Вілла»    | Усього за «Астон Вілла»    | 147       | 5         |                    | 15                 | 0                  |                      | -                    | -                    |               | -             | -             | 162    | 5      |
| січ.-черв. 2017            | «Бернлі»                   | ПЛ                         | 9         | 0         | КА+КЛ              | 1+0                | 0                  | -                    | -                    | -                    | -             | -             | -             | 10     | 0      |
| 2017–18                    | «Бернлі»                   | ПЛ                         | 19        | 0         | КА+КЛ              | 1+                 | 0                  | -                    | -                    | -                    | -             | -             | -             | 22     | 0      |
| 2018–19                    | «Бернлі»                   | ПЛ                         | 34        | 2         | КА+КЛ              | 1+1                | 0                  | ЛЄ                   | 5                    | 0                    | -             | -             | -             | 41     | 2      |
| 2019–20                    | «Бернлі»                   | ПЛ                         | 35        | 2         | КА+КЛ              | 2+0                | 0                  | -                    | -                    | -                    | -             | -             | -             | 37     | 2      |
| Усього за «Бернлі»         | Усього за «Бернлі»         | Усього за «Бернлі»         | 97        | 4         |                    | 8                  | 0                  |                      | 5                    | 0                    |               | -             | -             | 110    | 4      |
| Усього за кар'єру          | Усього за кар'єру          | Усього за кар'єру          | 372       | 23        |                    | 31                 | 1                  |                      | 5                    | 0                    |               | 7             | 0             | 413    | 4      |